# Куштан Дмитро Павлович
Кушта́н Дмитро Павлович — український археолог, кандидат історичних наук (2007), начальник археологічної інспекції управління культури і туризму Черкаської обласної державної адміністрації, голова Черкаського регіонального відділення ВГО "Спілка археологів України", старший науковий співробітник Інституту археології Національної академії наук України, учасник різних наукових конференцій.

## Біографія
1997 року у складі Черкаської лісостепової археологічної експедиції займався археологічними розкопками давніх курганів поблизу смт Драбів Черкаської області. У 2000-2003 роках вів розкопки могильника черняхівської культури в межах міста Черкаси.
Працював науковим співробітником відділу первісної археології Кримського філіалу Інституту археології НАН України. 2007 року отримав звання кандидата історичних наук. 2008 року керував розкопками замчища Хмельницького у Суботові Чигиринського району.
У березні 2015 року брав участь у конференції «Нові дослідження пам'яток козацької доби в Україні», у травні 2016 року — у XIV Міжнародній науковій конференції «Церква — наука — суспільство: питання взаємодії» (2016).

## Наукова діяльність
Дмитро Павлович є співавтором (разом з Валерієм Ластовським) книги «Археологія та рання історія Черкас», у якій разом з колегою відкидають панівну раніше версію про те, що Черкаси виникли у кінці XIII століття, і стверджують, що за результатами археологічних розкопок місто виникло як литовський прикордонний замок у другій половині XIV століття, а походження назви слід шукати не в азійських коріннях, а у древніх європейських мовах.

### Роботи
- Населення південної частини Лісостепового Подніпров'я за доби пізньої бронзи: дисерт. канд. іст. наук: 07.00.04 / Куштан Дмитро Павлович; НАН України, Інститут археології. — К., 2007. — 180 арк. + дод. (арк. 182—397). — арк. 348—394